# 岩政輝男
岩政 輝男（いわまさ てるお、1942年（昭和17年）2月25日 - 2019年（令和元年）6月8日）は、日本の医学者。琉球大学第15代学長。専門は病理学。

## 略歴
1942年（昭和17年）2月25日、山口県下関市出身。1966年（昭和41年）4月に熊本大学医学部を卒業。1972年（昭和47年）に医学博士号を取得し、1976年（昭和51年）11月に熊本大学医学部助教授となる。
1984年（昭和59年）4月に琉球大学医学部教授に着任。2000年（平成12年）4月から医学部長、2005年（平成17年6月）から副学長、財務・施設・医療担当理事を歴任した後、2007年（平成19年）6月から2013年（平成25年）まで琉球大学第15代学長を務めた。2017年（平成29年）に瑞宝重光章を受章。